# Crunomys suncoides
Crunomys suncoides là một loài động vật có vú trong họ Chuột, bộ Gặm nhấm. Loài này được Rickart, Heaney, Tabaranza, Jr., & Balete miêu tả năm 1998.